# 梁家坪站
梁家坪站是一个陇海线上的铁路车站，位于甘肃省定西市安定区梁家坪村，建于1952年，目前为五等站，邮政编码为743027。目前客运：办理旅客乘降；不办理行李、包裹托运；不办理货运营业。